# Renata Katewicz
Renata Katewicz (* 2. Mai 1965 in Kaniczki, Gmina Sadlinki) ist eine ehemalige polnische Leichtathletin, die bei Universiaden eine Goldmedaille im Diskuswurf gewann.

## Sportliche Laufbahn
Die 1,79 Meter große Katewicz startete unter anderem für Start Łódź und für WLKS Siedlce. Sie war polnische Meisterin im Diskuswurf von 1985 bis 1988 sowie 1992, 1996 und 1997. Ihre persönliche Bestleistung von 66,18 Meter warf sie am 7. August 1988 in Łódź.
Ihre internationale Karriere begann bei den Junioreneuropameisterschaften 1983 in Schwechat, als sie den sechsten Platz im Diskuswurf belegte. 1984 übertraf sie erstmals die 60-Meter-Marke. 1986 bei den Europameisterschaften in Stuttgart erreichte Katewicz den achten Platz mit 58,36 Meter. Nachdem nachträglich die Rumänin Daniela Costian disqualifiziert wurde, rückte Katewicz auf den siebten Platz vor. Im Jahr darauf bei den Weltmeisterschaften 1987 in Rom belegte Katewicz mit 58,22 Meter den elften Rang. 1988 bei den Olympischen Spielen in Seoul wurde Katewicz mit 60,34 Meter 13. der Qualifikation. Das Finale verpasste sie um über zwei Meter. In den nächsten Jahren trat Katewicz nicht bei internationalen Meisterschaften an.
1993 siegte Katewicz mit 62,40 Meter bei der Universiade in Buffalo. Bei den Weltmeisterschaften 1993 in Stuttgart schied sie mit 60,66 Meter als 15. der Qualifikation aus. Auch im Jahr darauf bei den Europameisterschaften in Helsinki verfehlte sie als 16. der Qualifikation das Finale. 1996 bei den Olympischen Spielen in Atlanta war Katewicz mit 58,24 nur 25. der Qualifikation.